# Phoneutria
Phoneutria és un gènere d'aranyes araneomorfes de la família dels ctènids (Ctenidae). Fou descrita per primera vegada per M. Perty l'any 1833.
Les aranyes d'aquest gènere són sobrenomenades aranya bananera, perquè són conegudes per amagar-se també en plantacions de bananes. La seva distribució es localitza a Amèrica del Sud, amb alguna espècie també a Amèrica Central.

## Descripció
Les aranyes d'aquest gènere fan entre 17 i 48 mm.

## Taxonomia
Segons el World Spider Catalog amb data de 9 de febrer de 2019, hi ha les següents espècies:
- Phoneutria bahiensis Simó & Brescovit, 2001 – Brasil
- Phoneutria boliviensis (F. O. Pickard-Cambridge, 1897) – Amèrica Central, Amèrica del Sud
- Phoneutria eickstedtae Martins & Bertani, 2007 – Brasil
- Phoneutria fera Perty, 1833 (espècie tipus) – Colòmbia, Equador, Perú, Brasil, Surinam, Guyana
- Phoneutria keyserlingi (F. O. Pickard-Cambridge, 1897) – Brasil
- Phoneutria nigriventer (Keyserling, 1891) – Brasil, Uruguai, Paraguai, Argentina
- Phoneutria pertyi (F. O. Pickard-Cambridge, 1897) – Brasil
- Phoneutria reidyi (F. O. Pickard-Cambridge, 1897) – Colòmbia, Veneçuela, Perú, Brasil, Guyana

## Verí
Són conegudes per al seu poderós verí i apareixen en ls mitjans de comunicació com molt perilloses, malauradament amb pocs matisos sobre el seu autèntic impacte en la salut humana. Sobre 422 casos de picades de Phoneutria a Brasil, només dos nens van morir, mentre que els 90% dels individus entre 10 i 70 anys, i el 80% de menys de 10 anys o més de 70 anys, només presentaren símptomes lleugers o, fins i tot, cap reacció. En epidemiologia, les picades d'aquestes aranyes són designades amb el nom de «foneutrisme», nom que deriva directament del nom científic.
L'espècie del gènere amb més dades de picades és Phoneutria nigriventer. Brasil és el país més citat, amb milers de mossegades a l'any, que tenen lloc sobretot entre març i abril, que correspon amb el període de reproducció de les aranyes i llavors es poden trobar més en les habitacions.
La picada per una aranya del gènere Phoneutria causa un dolor immediat associat a sudoració i pell de gallina. Un eritema apareix sobre la zona afectada, sovint sense la traça de picada dels dos quelícers. La mossegada pot provocar molts símptomes poc específics, com nàusees, vòmits, taquicàrdia, hipertensió o alteració de la visió. En els homes, i en particular en els nois, pot aparèixer priapisme. Un component d'aquest verí, el Tx2-6, està en estudi en el marc de la investigació sobre el tractament de la impotència sexual.
S'han comptat pocs enverinaments greus. Representen menys d'un cas cada cent i afecten principalment nens. Aquests casos greus es caracteritzen per vòmits persistents i alteracions del sistema nerviós autònom, podent provocar un edema pulmonar, un col·lapse o la mort. · .